# لسكو كلاية (كياشهر)
لسکو کلایة (بالفارسية: لسکوکلایه) هي قرية تقع في إيران في قسم کیاشهر الريفي. يقدر عدد سكانها بـ 1,943 نسمة .